# Tiraspol
Tiraspol (moldavsko: [Тираспол] Napaka: {{Jezik}}: neprepoznana oznaka jezika: mol (pomoč), rusko Тирасполь) je glavno mesto mednarodno nepriznane države Pridnestrske moldavske republike. Ima skoraj 150.000 prebivalcev.